# Osera de Ebro
Osera de Ebro è un comune spagnolo di 357 abitanti situato nella comunità autonoma dell'Aragona.